# 機動警察パトレイバー
『機動警察パトレイバー』（きどうけいさつパトレイバー、Mobile Police PATLABOR）は、ヘッドギア原作のメディアミックス作品である。
以下の記述は2014年より2015年にかけて公開された連続実写映画作品『THE NEXT GENERATION -パトレイバー-』シリーズを除いて総覧している。
本シリーズのアニメ全作品をビデオソフト化・リリースしているバンダイビジュアルは2018年4月1日より社名をバンダイナムコアーツに変更しているが、現時点ではリリース当時の社名で以下に記載している。

## 概要
ロボット技術を応用した歩行式の作業機械「レイバー」が活躍する近未来の東京を舞台に、新設された警視庁のレイバー部隊「特車二課」の活躍を描く。OVAを皮切りに、漫画連載や小説、映画・ゲーム作品などを並行展開するという当時としては珍しいメディアミックスを展開した先駆的作品であり、現在もなお関連作品・グッズが数多くリリースされ続けている。
作品は発表された1988年当時は近未来だった1998年の東京を舞台としており、時間軸は媒体ごとに若干異なるが、概ね21世紀初頭（2002年ごろ）までが描かれている。

## 作品背景
作品内では、地球温暖化による海面上昇で東京都が水没する危険に備える目的で、東京湾に横断道路を兼ねた巨大堤防を建設、さらに湾内の大部分を干拓し使用可能な用地に変えるという、国家的な巨大土木事業「バビロンプロジェクト」が進められている。また、開発によって造成した土地を分譲し、首都圏の土地不足を解消するといった題目も語られており、1980年代末からの土地バブルが作品背景に影響している。作中では、1995年に都心部で直下型大地震が発生しており、干拓事業はこの際に発生した大量のガレキの処理を兼ねている。また、バブル期の延長上の世界であるために非常に好況感がある。
都心部では、地震災害からの復興工事や、バビロンプロジェクトに関係する開発事業が多数行われており、レイバーが急速に普及・発展する一因となった。東京湾の埋め立てという大事業は、当然環境に与える負荷が大変に大きく、環境保護団体や漁業関係者を中心に強い反対運動をひき起こし、さらにはエスカレートした環境テロとよばれる破壊活動までもが発生している。
1980年代に設定された世界であるために、現実との差異として1998年でありながらも冷戦状態であり、西ドイツやソ連が存在し、それらに関連した設定やレイバーが存在する。本作品のストーリーは2000年代前半まで展開するが、この間実施された省庁再編に関する描写も登場せず、旧省庁名での記述が見られる。
細かい部分では、プルタブ式の缶飲料が登場する点やTシャツをズボンの中に入れるファッション、晴海展示場が1996年以降も存続、マニアックな部分では米軍の正式採用ヘリがAH-64 アパッチではなくAH-56 シャイアンになっていたり、日本メーカーの自動車ではユーノスブランドが存続、欧米で比較的見られるクリスマス休暇を実施する企業が登場するなど、現実の90年代との差異が見られる。なお、劇中に数々登場する企業名に関しては、明確なモデルが存在したとしても、その多くが実名の使用を避けているが、一部に例外もある。実際の2002年（平成14年）になって公開された『WXIII』では年号が平成ではなく昭和のままと設定されている。
現実の世界よりもポケットサイズの携帯電話の普及が少し遅れていると設定されており、携帯電話普及後に製作された『WXIII』でもこの設定は踏襲されている。時間軸上で最後期にあたる劇場版第二作目では一部で携帯電話を使用するシーンが存在するものの、車載電話やポケットベル、公衆電話がいまだ主流のものとして描かれている。
一方で、パソコンを主としたインターネットを巡る状況に関しては、実際の2000年代と同程度のレベルにまで発展していると設定されている。厳密にはこの設定が考案された当時（漫画版終盤から『WXIII』制作準備中にかけての1990年代中 - 後期）にはブロードバンド環境はいまだ整っておらず、少し先を見据えた状況として設定されていたのだが、本編の公開が数年に渡って遅れたために、結果的に現実の世の中が追いついてしまうという格好となった。

## 作品解説
原作はヘッドギア。本作品はメディアミックスと呼ばれる手法が導入された作品であり、アニメ版と漫画版が存在する。どの作品も基本設定は同じでキャラクタや登場メカなどはほとんど共有しているが、それぞれの作品が持つ雰囲気は大きく異なる仕上がりとなっている。
当初アニメとして企画・決定していたがゆうきまさみによる漫画が先行してスタートし、その後アニメ作品がリリースされた。全編通してほとんどのレイバーやその他メカニックデザインは出渕裕によるものであるが、モニターコンソールなどの各種インターフェイス類やサブメカを佐山善則、航空機関係を主に河森正治、陸上・海上自衛隊の装備などをカトキハジメに分担することも多かった。また、出渕は劇場版3作目のスーパーバイザーや、エピソードによっては監督や絵コンテを務めることもあり、様々なかたちでシリーズに関わっている。
初期OVAシリーズはビデオ・LD合わせて各巻5万本、スペシャル版2巻を含めると約40万本を販売するというヒットを記録した。以降漫画、映画、アルバム、テレビシリーズと展開し、ほとんど全てのメディアを制覇した。テレビの人気作品が映画化やOVA化するというのがそれまでのヒット作のパターンとされていたが、本作品は逆にOVAからテレビシリーズになるという初の作品となった。1991年 - 1992年（平成3年 - 4年）にはテレフォンサービスが配信され、本編などでは語られることのなかったキャラクターの裏話などがキャラ自身によって語られた。この音源はその後新OVAシリーズのDVD版に収録されている。
その後、二度目のOVA化と1993年（平成5年）公開の事実上の完結編にあたる劇場版2作目をもって、アニメシリーズは一区切りとなるがさらに漫画版の完結を経て、およそ9年後の2002年（平成14年）には劇場版3作目にあたるスピンオフ的作品『WXIII』、『ミニパト』が劇場公開。さらに14年後の2016年（平成28年）には新世代のスタッフを主軸として制作されたリブート短編作品『機動警察パトレイバーREBOOT』がイベント上映された。

### 成立の経緯
1980年代初頭のころ、東京都練馬区江古田にある喫茶店「まんが画廊」にて、ゆうきが所属していた「魔法帝国ドロント」という集まりで、とまとあきを中心に「ドロントワイド劇場」というごっこ遊びの中、作業用ロボット「レイバーマシン」が登場する『電光石火ギャラクレス』が生まれる。
しかし当時『戦闘メカ ザブングル』が流行っており、ギャラクレスの企画は仲間内の範疇で終わる。
次にゆうきが考え出したのが『バイドール』という警察ドラマだった。バイドールは全26話分のサブタイトルまで作られ「人間の3倍のロボットが街中に入り込む」「近未来の日本が舞台」など詳細な設定があった。そのころ、ゆうきは世田谷区下北沢の「パラレル・クリエーション」に顔を出しており、出渕裕にパトレイバーの原型となる企画を見せたところ、サンライズに持ち込むこととなったがボツになる。
その後、シリーズ構成や脚本を担当することになる伊藤和典や、キャラクターデザインを担当することになる高田明美らと知り合い、当時のバンダイプロデューサーであった鵜之澤伸が加わり、パトレイバー企画の具体的なスタートが形を帯びてくる。パトレイバーという名前は、ゆうきの考えた軍事用レイバー「バトレイバー」が発端で、パトレイバーとして独立の企画にしたのもゆうきである。
当初、元々は1話完結という構成から、各話の監督のみでシリーズ総監督は立てない方針をゆうきら4人は考えていたが、OVAとして6本を1パックでリリースすることから予算やスケジュールを管理できる押井守を鵜乃澤が推薦し、ヘッドギアの結成となる。パトレイバーに原作がなく、ヘッドギアが「原作者集団」なのは、オリジナルのアニメ企画である意味と分業の意味もある。
漫画版に関し、サンライズに企画を出していた時期、ゆうきは「企画が潰れた場合には自分が描いてもいい」というスタンスであり、当時を振り返り、一旦預けたものを勝手に描いては駄目だと思っていたのではないかと述べている。その結果、漫画を描いた背景には「アニメ化されたから」と答えている。また漫画版と他メディア版との違いについて、各サイドからの摺り合わせなど意見やリクエストはなく、一切の口出しはなかったと語る。
ゆうきは、2007年のインタビューにおいてパトレイバーを「自分の作品で1番の稼ぎ頭」と称している。

## ヘッドギア
本作品のために、ゆうきの意向で編成されたグループ。ゆうきと出渕によって始まり、最後に押井が伊藤に誘われるかたちで合流した。
命名者は高田。伊藤による「虚構防衛軍」という候補もあったが却下された。メンバー5人が頭を道具に仕事していることと、主人公たちが装備していることから付けられている。
押井は基本的なプロットが固まりつつあった時点での参加であったため、それに関する不満も多かったと語るが、当時の押井は難解な作品の生み手として敬遠され、業界を干されて生活が困窮しており、これによって救われたとも語る。本作品は監督・押井として起死回生のターニングポイントと自他共に認めている。
当初、作品の背景としては市街地を予定していたが、押井の発案により埋立地へと急遽変更となった。その理由としては彼自身の埋立地への強い思い入れと市街地での戦闘に必要不可欠といえる建物や車を描く労力を省くためであった。また、うる星やつらの経験を活かし、二課を学校に見立て、隊長を教師とした人物配置や、学校モノ風のドラマ作りを提案したのも押井である。
アニメでのデザインに関し、押井の好みや意向が通る場面が見られ、例えば劇場版第2作において当初、篠原重工のつなぎは2色に塗り分ける設定があったが、押井の「つなぎは白」の一言でカットされた。高田は押井について「パトレイバーに派手さや華やかさは不必要と考えたのでは」と語っている。
メンバー
- ゆうきまさみ：原案および漫画
- 出渕裕：メカニックデザイン
- 高田明美：キャラクターデザイン
- 伊藤和典：脚本
- 押井守：監督

## 作品ごとの世界設定
基本的な設定、登場人物は同じではあるものの、各作品においてストーリー展開や設定が異なるパラレルワールド的な扱いになっている。
- 初期OVA・劇場版1作目・小説1〜5巻が同一時間上で描かれている。
- テレビ版・新OVAは同一時間上で描かれている。初期OVAとの時間軸は異なっており、微妙に異なる設定で描かれている。漫画版とも異なる世界だが、グリフォン編など一部のストーリーや設定に関しては漫画版を原作としている。
- 漫画版は独自の時間軸上で描かれている。一部別世界のキャラクターが若干役割を変えて登場している。
- 劇場版2作目は初期OVA・劇場版1作目と同じく押井守監督作品だが、公開当時のテレフォンサービスなどではテレビ版・新OVAに連なる世界であることが明言されており、特車二課棟の所在地もOVA第1期・劇場版1作目で設定されていた城南島の埋立地には存在しない。その一方で、新OVA展開中の1992年（平成4年）に発売された『機動警察パトレイバーCD BOX』収録のドラマ内では、初期OVAの内容を振り返りつつ、篠原重工にテストパイロットとして出向する野明と遊馬の様子や、テスト機として送り出される98式の姿が描かれている。また、劇場版2作目のノベライズである『TOKYO WAR』では、太田が香貫花あての遺書のみを残し、熊耳あての遺書は登場しないなど、初期OVA・劇場版1作目の世界と連なっているらしき描写も見受けられる。
- 劇場版3作目は漫画版における「廃棄物13号編」をベースとする。一方、実際には劇場版1作目、2作目とテレビ版の登場人物や設定などが随所に混在している。劇場版2作目およびテレビ版において平成表記をしており、劇場版3作目の昭和75年設定とは異なる。

また、2018年に開設された「機動警察パトレイバー公式サイト」内の作品解説ページにおいてもパラレル展開についての説明がなされており、以下の4つの軸に大きく分けることができるとされている。
- 『漫画版』の軸（他の軸と交わらない独自の時間軸）
- 『初期OVA』を起点とし、『劇場版1作目』、『劇場版2作目』、そして『実写版』へと繋がっていく軸
- 『小説版』（全5巻）の軸（『小説版』は『初期OVA』と『劇場版1作目』の設定をベースにしつつ、『テレビ版』の設定も取り込まれている）
- 『テレビ版』を起点とし、『新OVA』、そして『EZY』へと繋がっていく軸

なお、劇場版3作目については、上記の通り『漫画版』のエピソード「廃棄物13号」をベースとしているものの、『劇場版1作目』『劇場版2作目』『テレビ版』の設定が混在していることから、『漫画版』以外の3つの軸のうちいずれにも繋がっているとも、繋がっていないともいえる、とされている。『ミニパト』や『REBOOT』などの短編はどの軸にも属さない番外編となっている。

## あらすじ
ロボットテクノロジーの発達によって登場した汎用多足歩行型作業機械「レイバー（Labor）」は急速に発展・普及し、軍事・民生を問わずあらゆる分野で使用されるようになった。特に東京を含む首都圏には、地球温暖化による海面上昇への備えとして大堤防を東京湾の川崎～木更津の間に築くことと、1995年に発生した東京南沖大地震によるガレキの処分を兼ねて堤防の内側を埋め立てることで首都圏の土地不足を解消するという、一石三鳥を狙った一大国家事業「バビロンプロジェクト」のため、日本国内のレイバーの大半が集中していた。
だがその結果、レイバーによる事故はもちろん、レイバーを使用した様々な犯罪行為（酔っ払いの乱闘騒ぎや窃盗から、バビロンプロジェクトに反対するエコテロリストによるテロ活動まで）が多発して社会問題となった。
この「レイバー犯罪」に対処するため、警視庁は警備部内の特機部隊にレイバーを導入し、その任にあたらせた。しかし発足当初のそれらは旧式の作業用レイバーの装甲を強化しただけのもので、日進月歩でレイバーが性能を向上させている状況にあっては、優秀な人材を集めた特機部隊といえどもレイバー犯罪に対応し切れなかった。そして1998年、警視庁は警備部内に専門部署として新たに「特科車両二課中隊」、通称「特車二課」を設けた。これがパトロールレイバー、通称「パトレイバー」の誕生である。
小隊は従来機を運用する「第一小隊」に加え、新たに「第二小隊」を編成することが決定された。その第二小隊にはパトレイバー専用の最新鋭機種である篠原重工製98式AV（Advanced Vehicle）“イングラム”が製造・導入されることになる。ところが、その新型レイバーを与えられる第二小隊は、現職の巡査1人を除いては、予備校（作中独自の設定で、現実の警察組織には存在しない）を出たばかりの経験がゼロに等しい者ばかりな上、唯一現職である1人も粗暴な問題警察官と、不安の尽きない人選となる。後藤隊長をして「精鋭になるかはたまた独立愚連隊になるか」と言わしめる集団であった。こうして、後に非難と賞賛を浴びる特車二課第二小隊が発足したのだった。
物語は、若いパトレイバー隊員たちが葛藤しながら成長する青春群像であるほか、産業ドラマであり、陰謀ドラマでもある。これらが並行して展開されるストーリーとなっている。

## 登場人物
特車二課第二小隊
泉 野明（いずみ のあ）
イングラム一号機の操縦担当。イングラムへの愛着は強い。運動神経に優れている。
篠原 遊馬（しのはら あすま）
一号機の指揮担当。レイバー製造企業「篠原重工」の御曹司。
後藤 喜一（ごとう きいち）
第二小隊隊長の飄々とした男。
太田 功（おおた いさお）
二号機の操縦担当。射撃の腕前はよいが、暴走しがち。
進士 幹泰（しんし みきやす）
二号機の指揮担当→後方支援担当。気が弱く、太田の暴走に振り回される。
山崎 ひろみ（やまざき ひろみ）
後方支援担当。身長2メートルを超す巨漢だが、性格は控えめで涙もろい。
香貫花・クランシー（かぬか クランシー）
アニメ版における、進士に代わる二号機指揮担当。レイバーの操縦技術も高い。
熊耳 武緒（くまがみ たけお）
漫画版における、進士に代わる二号機指揮担当（アニメ版では香貫花の後任として二号機を指揮）。第二小隊のまとめ役。

特車二課第一小隊
南雲 しのぶ（なぐも しのぶ）
第一小隊隊長。第二小隊の起こす騒ぎに悩まされる。

特車二課整備班
榊 清太郎（さかき せいたろう）
整備班長。「整備の神様」と言われるベテラン。
シバ シゲオ
整備班員。班員たちのリーダー的存在。

シャフト・エンタープライズ
内海（うつみ）
戦闘用レイバー「グリフォン」の設計・建造を行う「企画7課」課長。
黒崎（くろさき）
内海の部下で、常に彼の側に控えている。
バドリナート・ハルチャンド（バド）
グリフォンの操縦者である少年。

## 登場メカ
特車二課第二小隊
イングラム1号機
主に活躍する機体でいわば主人公機。操縦者（フォワード）は泉野明。
イングラム2号機
操縦者は太田功。
イングラム3号機
主にデータ収集用の予備機体。よく壊れる1号機と2号機にパーツを取られている。
97式レイバー指揮車
バックアップが乗り込み、移動しながら指示を出す際に用いる車両。
99式大型特殊運搬車
イングラムの運搬を担う。通称「レイバーキャリア」。キャリア部分をリフトアップして巨大な盾としても利用可能。

その他
ブロッケン
軍事用レイバー。
ファントム
レーザー兵器を搭載。
グリフォン
驚異的な性能を持つ強敵。
SEJ土浦研究所製造の実験戦闘用試作レイバー。

## 用語説明

### レイバー
本作品におけるレイバーとは、人間が操縦する「多足歩行型作業機械」ロボットのことである。正式名称を「多足歩行式大型マニピュレーター」という（初期OVAでは「汎用人間型作業機械」、テレビシリーズの冒頭では「産業用に開発されたロボットの総称」と紹介されている）。作品世界において最初に登場した「多足歩行型大型マニピュレーター」の名称（商標）が「レイバー90」であり、当初篠原重工が商標を所有していたが、それを手放した後はこれらの作業機械に対する一般名称として（ユンボやホッチキス、マジックのように）普及したとされる。その後は様々な形態のレイバーが誕生し、水中専用のものなどにも目を向ければ、必ずしも多足歩行システムを有しているものだけに限らなくなっている。また、装輪タイプのレイバーも存在し、多足歩行モード以外に一般公道を本来の「車」に近いかたちで走行可能なものも増えつつある。しかし、その破壊力が犯罪に向かったときには既存の警察力では対抗し得ないために作品の主人公が搭乗するパトロールレイバー（パトレイバー）が活躍するのである。
その源流は漫画版において城南工大の古柳教室で研究されていた「多足歩行機械の制御」にあるとされている。他にもこの教室はレイバー開発の中心部に係わる人間を多く輩出している。
作中で登場するレイバーは、主に土木建築機械の延長線上として扱われる。法的には「特殊車両」とされており、機体そのものも「各車」などと車両に準じて呼称される。そのため、原則的にレイバーには自動車のナンバープレートが取り付けられており、その操縦には多脚制御機免許が必要となる。作中では自動車と同様に教習所も設立されているが、未だに技術的には黎明期であり一般作業用も警備・軍用の機体も「（火器管制システムなどを除けば）基本的な操縦システムは変わらない」という問題もある。そのため、衝動的にレイバーでケンカや破壊活動を始める者やテロリストになる者もいる。漫画版では後藤がバドを指して「子供のうちから慣れておいた方が実践的」と評している。一方、作品設定の初年である1998年から現実の自動車で開始されたナンバープレートの3桁化はなされておらず、メインロボットであるイングラムも2桁ナンバーを装着している。
このレイバーは『鉄人28号』を初めとした既存の巨大ロボット物アニメ・漫画のロボットたちとは違い、一機例外があるがビーム兵器を持つわけでもなく、空を飛行できるわけでもない。このようなそれまでの「兵器」としてのロボットではなく、『日常生活に溶け込んだロボット』というのが製作側のコンセプトであった。これらについては『ミニパト』第2話で詳しく説明がされている。メーカー各社がモーターショーのような展示会（レイバーショー）を開催したり、保険会社がレイバー向けの保険を販売しており警察もパトレイバー専用の保険に加入しているなど、作業機械としての印象を与える設定も度々登場している。もっとも作品内でのロボットの位置づけこそ日用品であっても、物語の中では結局格闘戦が山場になることが多く、その点では既存の巨大ロボット物アニメ・漫画の伝統の域を出ることはなかった。
ちなみに、本作品では本体にコクピットを持たない無人機であったとしても、有線/無線を介して操縦者の存在が外部にある場合は「レイバー」と呼ばれる。一方でプログラムなどによって半自律的に稼動するものは基本的に「ロボット」としている。

#### 歴代パトレイバー
歴代「パトレイバー」は作品によって異なる。
- 初期OVA版、劇場版第1作では、「篠原重工98式AV（AV-98、AVはAdvanced Vehicleの意）」に「イングラム」の愛称はなかった。ただし、これの流れを汲む小説版にはある。また、漫画版では野明は1号機に「アルフォンス」の命名は行っていない（単行本第2巻133ページでは左上腕部に自分の名前を書いたことはあった）。第一小隊機は「篠原重工96式アスカMPL」で、「95式アスカSSL（通称：大将）」を篠原重工所沢工場で改造したものである。劇場版第1作で、O.S.であるH.O.S.の重大な欠陥の判明・試作機の暴走により、H.O.S.搭載を前提として設計された「篠原重工00式AV（AV-X0）」の導入が見送られた後、小説版に移り、「篠原重工AV-0 ピースメーカー」に改編された。ちなみに、劇場版第1作、テレビ版および新OVA版での各機の呼称は「○号機」であるが、初期OVA版、劇場版第2作および第3作では「○号車」と呼ばれている。
- テレビ版第1話時点では、第二小隊は第一小隊の改編によって余剰となった「篠原重工96式アスカMPL」（初期OVA版とは塗装が大幅に異なる）を使用しており、第一小隊は二代目となる「マナベ重工97式改パイソン」を使用していた。なお、同シリーズでは「最初から警察用として設計された」キャプションは、この「97式改パイソン」に与えられている。第一小隊の後継機は「篠原重工零式AV（AV-0）ピースメーカー」。
- 漫画版の第一小隊機は、映像メディアのシリーズとは全く異なるデザインの「篠原重工95式 ゴリラ」だった。「ゴリラ」が「イングラム」のように固有のネームなのか、それともユーザー間で広まったニックネームなのかは定かでない。第2巻で「96式改」に機種転換されているが、第14巻で、「篠原重工AVS-98」が導入される。
- 劇場版2では機種転換により「篠原重工2式AV（AV-2ヴァリアント）」に全機体が換装されている。
- しかし、これら作品中から抽出できる設定以外にも、雑誌『ホビージャパン』や『B-CLUB』、数々のムックで発表された設定が多く、はっきりとした系譜付けができない。
- また、出渕がデザインしたオリジナルの「98式AV」は初期OVAのもののみで、それ以外の作品のものと大きく異なる。テレビ版以降の「98式AVイングラム」は、漫画版のためにゆうきが出渕のデザインを元に再度デザインし直したものに、出渕らが初期OVA版の設定を加味したものである。
- この他に他の道府県警が導入したレイバーには神奈川県警交通機動隊の「ロードランナー」がある。NY市警も「篠原重工AV-0ピースメーカー」また「AV-02クラッシュバスター」を導入している。

#### “リアルロボット”としてのパトレイバー
本作品は、当初OVAとしての企画であった上、メインスポンサーも富士フイルムであったため、「玩具メーカーがスポンサーであることによる弊害」というロボットアニメの長年の問題点をもたなかった。そして、テレビ版が放映されるころには作品のファン層が固まり、これに反する視覚的変更を行うことはかえって不利になることが決定的だった。これにより、主役メカ「98式AVイングラム」をはじめとする“パトレイバー”は、“ロボット三原色”と言われたトリコロール主体の派手なカラーリングから解放され、パトライト部分などを除けば警察用車両らしいモノトーンの落ち着いた外装色となっている。警察用以外の他のレイバーも、実際に存在する他の建設機械や自動車と同じような感覚の色使いである。
本作品はロボットアニメとしては“リアルロボット系”に属する。しかし、従来的な巨大ロボットものにおけるような「異世界からやって来たような」「はるか未来を想像した」ものではなく、「現実の20世紀中に存在した技術からさして遠くない世代の工業生産品」としてのロボデザインが従来作品と一線を画する点である。そのため、それまでの巨大ロボットアニメが描いてきた「スーパーヒーローと悪の戦い」あるいは「戦争」などのような現代日本人にとっての“非日常”ではなく、現実の“日常”に自然に巨大ロボットが溶け込んだ情景描写が、強いリアリティをもっている。
ただし監督の押井はそれでも、世界・時代設定とレイバーデザインとが一致しないとの不満を抱えていたらしく、後に著書『メカフィリア』にて、出渕を「メカ音痴のメカデザイナー」とこき下ろしたり、劇場版第2作でレイバーをほとんど活躍させていないのもその反動であったと記している。押井が脚本を手がけた『ミニパト』第1・2話も本シリーズにおけるレイバーの銃器描写やメカコンセプトが主題になっている。「PATLABOR LIVE ACTION MOVIE」パイロットフィルムでは、押井の意向を基に竹内敦志が再デザインしたパトレイバーが登場している。また、2011年に押井が発表した小説『番狂わせ 警視庁警備部特殊車輛二課』および2014年公開の実写作品『THE NEXT GENERATION -パトレイバー-』では、レイバーという「二足歩行ロボット」は一時的な流行でしかなく、景気が悪化した2013年時点ではコストパフォーマンスの問題から完全に廃れてしまい、しかも無人化・小型化の進んだ世界のロボット市場において日本のロボット産業そのものが後塵を拝する状況を招いてしまったという設定になっている。

### 特車二課
「警視庁警備部特科（特殊）車両二課」が正式名称であるが、「特車二課」と通称される。物語の中核となる組織であり、主人公、泉野明を始めとするキャラクターたちが勤務している部署でもある。漫画版の説明によれば、当初は特科車両隊内の一中隊として「特機部隊」（中隊）が存在し、それが二個小隊体制になるにあたって特科車両隊から独立し、従来の特科車両隊を「特車一課」、レイバー隊を「特車二課」とするという説明がある。
（なお時期により「特殊車両二課」と「特科車両二課」の表記・呼称が混在している。本来は特車一課である実際の特車隊の正式名称は警視庁特科車両隊であるので「特殊車両二課」は間違いである。こういった表記の混乱は作品中に散見され、メディアミックスによって各作品での細部の統一が容易ではなかったことが分かる）
国家的大規模事業「バビロンプロジェクト」により急激に普及した多足歩行式作業機械「レイバー」による犯罪に対抗するため創設された特機部隊を、レイバー犯罪の凶悪・多発化に対抗すべく強化再編されたのがこの特車二課である。現在第一小隊、第二小隊の2部隊による運用となっており、第一小隊の小隊長は南雲しのぶ警部補、第二小隊の小隊長は後藤喜一警部補である。なお、中隊以上の部隊編成がなされておらず、いきなりその上には課長がいる（しかし存在感は薄い）。OVA版は祖父江課長が初代で、その後は福島課長である。テレビ版においては放映当初から福島課長であるが、先代課長として祖父江が登場するエピソードが有る。
特車二課の棟屋は陸の孤島と言ってよい13号埋立地（1988年当時のお台場のイメージで、埋め立て作業が終わって養生中の埋立地）・初期OVA版では城南島の突端にある実在しない埋立地に建てられており、小隊の隊員たちおよび整備班の人間が勤務している。休憩時間には釣りや空き地に作った畑の手入れ、私物のオートバイで飲食物の買出しを行うなど、のどかな風景が描かれている。
実際のお台場の1998年ではすでにフジテレビの現社屋があり（1997年）、東京ビッグサイトが建設され（1996年）コミックマーケット等（同年夏C50から）が開催されている。
警視庁警備部直轄部隊ではあるが、桜田門の本庁舎から遠く離れており、ある意味場末的な独特の気風を持つ職場である。課長と事務部門のみ本庁舎・警備部内にオフィスがあるが、漫画版では福島課長が埋立地へ出向く頻度を増やすと同時にレイバー隊員・整備班以外の警察官・職員などの描写も増えている。小隊長である後藤や南雲にしても、出世コースから外れ「島流し」と見られる立場であり、特車二課配属が決まった泉は、予備校時代の教官や同僚から「もう出世はできない」と哀れまれている（ただし、コレに関しては後藤の「名刺の裏」計画（後述）により、予備学生から、従来のプロセスを省きレイバー専門に「促成栽培」された『レイバー隊専門警察官』であるためと考えられる）。後藤自らも、自分の小隊を指して「独立愚連隊」と自嘲するほどである。ただし、劇開始時に既存する「第一小隊」は全警察官の中から選抜されたエリート部隊という位置付けもあり、士気、綱紀ともに高く、小隊長の南雲以下、畏敬を持って扱われている。

### オペレーティングシステム
本作中では当時のフィクション作品等に登場するロボットでは描かれなかった「オペレーティングシステム」の存在と運用が描かれている。
本項では、「レイバーのオペレーティングシステムの戦いの物語」とも評される漫画版を主として（一部は劇場版も）参考とする。
従来の建機などとは違い、ソフト的にも高度な制御を必要とするレイバーでは、通常の汎用OSやリアルタイムオペレーティングシステムの機能に加え（現実世界では、ROS（Robot Operating System）や、V-Sido OS が持っているような）高度なロボット向けの機能を持つLabor Operating System（略称LOS）がほとんどの場合に使用されている。
LOSはレイバーメーカー各社が自社用に開発しているが、ユーザーの意志で書き換え可能とされている。また、初回起動時に操縦者が自ら設定し、インストールする場面も存在する。そのため、機種専用のシステムではなく、汎用性が確保されており通商産業省によるLOSのフォーマットなるものも存在する。劇場版第2作のオープニング中では「Welcome to L.O.S.」というメッセージなどが見られるLOSの起動シーケンスの画面が流れる。
前述のようにパトレイバーなどの機体では、学習型のシステムにより、パーソナルデータとして個人が運用した際のデータが蓄積されており、これによりレイバーの動作に個体差が生まれる。
また、劇場版第1作及び漫画版の作中で登場するHyper Operating System（略称HOS）は篠原重工の子会社シンテックが開発したOSであるが、これはパーソナルデータの並列化と動作の統一化、最適化を売りにしており、ソフトウェアからハードウェアの力を最大限に引き出そうとする設計思想、などと言われている。要は多くの機体から得たパターンデータを統合して最適化した動きを各機体にフィードバックするというシステム。
劇場版においては、かなりの台数のレイバーで使われていた。このHOSに仕込まれていた「コンピューターウイルス」（と作中では呼んでいるが「トロイの木馬とロジックボムの複合」が近い）を巡る事件が、劇場版第1作では描かれている。
漫画版においては、HOSはバビロンプロジェクトのような「巨大工事向けのシステム」であり、特車二課のような部署の運用とは正反対な代物と篠原遊馬やシバシゲオは評している。訓練校のAVS-98に試験的にHOSが使われた模擬戦では、元々細かい操作が苦手な太田は鮮やかな動きを見せて「これは使える」と考えたが、野明は自分の操作イメージとのズレを感じていた。HOSの仕組みをさらに推し進めた試験機AVR-0に乗った際にはグリフォンをギリギリまで引き付けて捕まえようとしても「機体が勝手に避けてしまう」ので思い通りに動かないことにかえって戸惑っていた。
グリフォンが使用しているASURAは、作中の産業界で既存のレイバーのどのシステムともまったく別のシステムで、城南工大で開発されていたが研究費の削減に伴い開発中止された「幻の」と言われるOSをはじめとするシステムをベースに、元研究員がシャフトで完成させたものである。非常に高度な制御が可能とされ、その動きについては「生物的」とも言われている。
ロボットを制御するコンピュータシステムの描写としては過去にも『機動戦士ガンダム』における教育型コンピュータ、『銀河漂流バイファム』におけるコンピューターに依存する操縦（宇宙空間などでの姿勢制御、作戦パターンなど細かい操縦は大半コンピューター任せ）、『装甲騎兵ボトムズ』におけるミッションディスクなどがあった。しかしながら、本作品では各作者らが当時のパーソナルコンピュータでの経験や各種情報から、「コンピュータとそれに接続された機器を管理するモノ」であり「システムの要であるが、目に見えるような形を持たないもの」であるソフトウェアであるところの「オペレーティングシステム」を描いたのが特徴である（最初に述べたように、2010年代に入って、「ロボット」を全面に押し出したOSに近いシステムがいくつか現れていることや、また少し以前になるが、SonyのAIBOにおいても、同社CSLで研究・開発されていた分散OSであるAperiosをベースとしたシステムが使われていたことが知られている（en:AIBO#Aperios and Open-R）ことなどから、未来描写としても鋭かったと言えよう）。

### バビロンプロジェクト
東京湾を干拓し、用地を確保するプロジェクトであり、川崎から木更津へ向けて巨大堤防の建設が進められている。過去にない超大規模なプロジェクトであったが、レイバー技術の発達によって現実味を帯びて推進された。現実では同様のルートで東京湾アクアラインとして建設が開始されるころであった。

### 海の家
作中で活動するテロ組織。主に環境テロをメインとしており、バビロンプロジェクトを始めとして国や企業の施設を襲うなど破壊活動を行っている。シンパ組織として「地球防衛軍」と名乗る組織も登場しているが、後述のシャフト・エンタープライズに利用されるパターンも多い。

### 篠原重工
正式には「株式会社篠原重工業」であり略称はSHI。レイバーの製造・販売を主とした企業。関東を中心に5つの工場を持つ。
レイバーを含めて重工業メーカーとしては目立造船、菱井インダストリー、皮崎重工といった大企業と比較すれば後進で規模は小さく、前身の「篠原製作所」から社名を変更してから企業買収を繰り返している。そのため、社内には独立した派閥ができており社内の目標すら一枚岩とは言えない。漫画版によると特車二課へ納入する機種に関しても八王子工場と所沢工場で競合が行われたという。主要人物の篠原遊馬の家系が取締役を務めていることから作品との関わりが深い。

### シャフト・エンタープライズ
全世界に展開する巨大多国籍企業であり、「つまようじからスペースシャトルまで」というキャッチコピーのもと、家庭用品から自動車、化学製品、果ては武器や兵器まであらゆる製品を製造・販売し、警備や人材派遣のサービス業も行っている。各国に独立した企業体を持って企業活動を行い、地域ごとに指揮管理するマネージャーが置かれている。
その一方、密輸、人身売買、武器・爆発物などの所持、テロリストへの資金提供など非合法活動を組織的に行っているのではないかと、当局に疑いを持たれている。
極東地区は香港駐在の極東マネージャーが、シャフト・エンタープライズ・ジャパン、シャフト・エンタープライズ・コリアなど、極東地区の企業体を指揮管理している。極東マネージャーは、豪華客船「長城号」（英名：GreatWall号）内にオフィスを構え、各国を巡っている。

#### シャフト日本法人
日本法人はアーケード・ゲーム機やゲームソフトを開発する会社として知られている。東京に本社を持ち、土浦に研究所を持っているが、明確な経営情報が明らかにされておらず、企業活動には不明な点が多い。社長の氏名、素性などは明らかになっていない。
企画7課は、表向きアーケード・ゲーム機やゲームソフトの製品企画や市場調査を行う部署である。企画7課課長の内海は、会社方針から外れる行動が多く社内からは批判も多いが、社長や極東マネージャーなど経営陣の信任が厚くその後ろ盾になっている。内海の部下は、チーフ格の黒崎を筆頭に、赤石、緑川、村崎ら高度専門技術者陣と、青砥、白井ら裏工作活動部隊の二系統に分かれている。監査部の査察により、社内のオンラインシステムを細工し、裏活動資金を捻出していたことが発覚した。

#### 関連子会社
シャフト・セキュリティ・システム
シャフト系列企業の警備を請け負う子会社であり、会社防衛だけを目的として組織されている事実上の私兵組織である。通称SSS（スリーエス）。会社に都合の悪い人物の口封じや破壊活動などの非合法活動も行っているのではないかと公安当局に疑われているようである。特別な装備を備えた警備用車両を用いている。
シャフト・セキュリティ・サービス
一般向けの警備会社である。一般向けの多種多様なサービスを提供するため、装備や運用の柔軟さはシャフト・セキュリティ・システムを凌いでいる。また漫画版においてSSSがグリフォンの確保のため土浦研究所に向かっていることを察知した内海たちが脱出する際、研究所の門で阻止しようとした車両はSSSではなくセキュリティ・サービスのものである。
パレット
人材派遣、就職斡旋などを行うシャフトの子会社。海外会社が就職希望者PRディスクにパスワードをかけた人身売買データを潜ませていたことがあり、国際的な人身売買に関わっているのではないかとの疑いが持たれている。
ホリ・セキュリティ・サービス
通称HSS。日本国内最大手警備会社。
テレビアニメ版に登場。

## アニメ版

### 初期OVAシリーズ（アーリーデイズ）
1988年（昭和63年）4月25日 - 1989年（平成元年）6月25日発売。
機動警察パトレイバーの原点となった作品。当初全6巻として企画されていたが、後に7巻が追加された。
当時のOVAが1本あたり1万円前後だった中で4,800円という低価格を実現した。これは発売元のバンダイ以外に東北新社が出資し、音楽制作費をパイオニアLDCが負担し、富士フイルムが展開する「AXIA」のCMを本編の間に挟んだ事によって実現された。反面、スタジオに支払われる制作費にも少なからず影響があった。
プロデューサーの真木太郎は、売れなかったら9800円にするという嘘の稟議書を書いていた。コストを下げるために、OVAとしては初めてCMを取り入れた（AXIAのカセットテープのもの。LD版とDVD版ではCMはカットされている。LDのボックス版『PATLABOR LD BOX』(発売元：株式会社ワーナーミュージック・ジャパン)に収録）。
制作費は他のOVAが35ミリフィルムを使い3000万円のところ、本作品は16ミリフィルムを使い1500万円しかなかった。伊藤和典は原作料としてギャランティーを貰えておらず後にDVD化した際に貰っている。
また劇場版以降の作品に比べ、色設定は変更されていないにもかかわらず、実際の色合いが異なる。
後に発売されたDVD版では『アーリーデイズ』という副題が付けられている。

#### スタッフ（初期OVA）
- 企画・原作 - ヘッドギア[注 18]
- 原作・キャラクター原案 - ゆうきまさみ（ヘッドギア）（小学館／週刊少年サンデー連載）
- 原作・脚本 - 伊藤和典（ヘッドギア）
- キャラクターデザイン - 高田明美（ヘッドギア）
- メカニックデザイン - 出渕裕（ヘッドギア）
- 音楽 - 川井憲次
- 美術 - 小倉宏昌（Vol.1–6）、石垣努（Vol.7）
- カラーデザイン - 池さゆり
- 撮影 - 杉村重郎（Vol.1–6）、吉田光伸（Vol.7）
- 編集 - 森田清次
- 録音 - 斯波重治
- 監督 - 押井守（ヘッドギア）（Vol.1–6）、吉永尚之（Vol.7）
- プロデューサー - 鵜之沢伸、真木太郎、久保真
- 制作 - スタジオディーン
- 製作 - 株式会社バンダイ、株式会社東北新社

#### 各話リスト（初期OVA）
| 巻数  | タイトル                 | 脚本     | 演出       | 絵コンテ | 作画監督 | 制作協力         | 備考                           |
| ----- | ------------------------ | -------- | ---------- | -------- | -------- | ---------------- | ------------------------------ |
| 1     | 第2小隊出動せよ!         | 伊藤和典 | 澤井幸次   | 押井守   | 黄瀬和哉 | I・G竜の子       |                                |
| 2     | ロングショット           | 伊藤和典 | 中村隆太郎 | 押井守   | 北崎正浩 | 虫プロダクション |                                |
| 3     | 4億5千万年の罠           | 伊藤和典 | 澤井幸次   | 押井守   | 黄瀬和哉 | I・G竜の子       |                                |
| 4     | Lの悲劇                  | 伊藤和典 | 中村隆太郎 | 押井守   | 北崎正浩 | 虫プロダクション |                                |
| 5     | 二課の一番長い日（前編） | 伊藤和典 | 澤井幸次   | 押井守   | 黄瀬和哉 | I・G竜の子       |                                |
| 6     | 二課の一番長い日（後編） | 伊藤和典 | 板野一郎   | 押井守   | 和田卓也 | D・A・S・T       |                                |
| 1-1/2 | 傾向と対策               |          |            |          |          |                  | 全話ハイライト                 |
| 6-1/2 | かわら版                 |          |            |          |          |                  | 全6話完結記念と劇場版最新情報  |
| 7     | 特車隊、北へ!            | 伊藤和典 |            |          | 高橋直人 |                  | 劇場版スペシャルプロローグ収録 |
| 7-1/2 | AFTER THE MOVIE          |          |            |          |          |                  | 劇場版メイキング               |

### 劇場版第1作 機動警察パトレイバー the Movie
1989年7月15日公開。初期OVAシリーズの好評を受け製作された初の劇場用長編アニメ。OVAシリーズは各巻ごとに様々なタイプの物語に挑戦するバラエティに富んだ制作スタイルが採られていたが、本作品では劇場版ならではのスケール感を重視した作風が目指された。このほか「劇場版 3つの誓い」と称し、「娯楽の王道をいくこと」、「主役でありながらOVAでの活躍が少なかった遊馬と野明が大活躍すること」、「レイバー対レイバーの戦いを描くこと」を念頭においた構成で制作されている。
それでいて本作品の中心となる物語は極めてシリアスなサスペンスドラマを展開している。それに伴い、東京の下町をロケハンした上で丹念に描かれた世界と、作画監督の黄瀬和哉によって大幅にアレンジされ、極めて写実的に描かれた人物たちが映像に独特のリアリティを与えており、これは本作品の大きな特徴のひとつである。
「98式AV」のデザインが漫画版に近い物に一新され、以降の作品もこの劇場版デザインを基本形としてアレンジされている。ただし本作品中ではまだ「イングラム」の愛称はOSの起動画面に登場するに留まる。

### テレビアニメシリーズ(ON TELEVISION)「前夜祭」
- テレビシリーズの第1話が放送される前週の1989年（平成元年）10月4日に主題歌を歌った仁藤優子が進行を務める「前夜祭」（正式タイトルは「機動警察パトレイバー 全部見せます！前夜祭」）が日本テレビ放送網で放送された（※一部遅れネット局は未放送で2017年現在でも未ソフト化）。主な内容は仁藤優子が扮した設定の「パトレイバー指令本部」隊員によって進められる1988年製作の初期OVAシリーズからの抜粋によるパトレイバーの世界や登場キャラクターの紹介と共にパトレイバークイズ、テレビシリーズ第1話のダイジェスト予告編や劇場版第一作目を振り返るものだった。また、主題歌を唄った仁藤優子のプロモーションも兼ねた実写エンディングパートも挿入された。なお、本編中の「パトレイバー指令本部」の撮影場所は当時の日本テレビ麹町局内「Gスタジオ」の副調整室（サブコン）を使用した。

出演
- 仁藤優子
- 声の出演：古川登志夫（青二プロダクション）
- ナレーター：大場真人

スタッフ
- 構成 - 近藤博幸
- ブレーン - 河田明裕
- 音響効果 - 村田好次
- タイムキーパー - 池田瑞重
- AD - 湯浅一裕
- ディレクター - 南美樹
- プロデューサー - 堀越徹（日本テレビ放送網）、鵜之沢伸（バンダイ）、石川清司（読売広告社）、小松和徳（東北新社）
- 製作協力 - サンライズ、スタジオディーン、青二プロダクション、NTV映像センター
- 企画制作 - 日本テレビ放送網
- 製作著作 - バンダイ、東北新社

### テレビシリーズ（ON TELEVISION）
1989年（平成元年）10月11日 - 1990年（平成2年）9月26日に日本テレビ系で放送、全47話。
初期OVAシリーズ、劇場版の好評を受けてテレビシリーズとして展開した作品。ただしそれらとのストーリー的な繋がりはなく、主人公の泉野明が特車二課に入隊するところから再び始まる。制作はロボットアニメの老舗サンライズに移る。
今まで脚本を務めていた伊藤和典はシリーズ構成を担当し、押井守、横手美智子らが脚本に参加したことで、バラエティに富んだストーリー内容となっている。第3クールより漫画版のストーリーも取り入れ展開するが、グリフォンとの決着は漫画版とはまた異なる様相を見せた。当初の予定では、放映期間は半年間で香貫花が帰国するまでを描くとされていたが、放映開始後に1年間に延長。急遽、熊耳武緒を登場させ、漫画版に準拠する形でグリフォン編に突入することとなった。
OVAシリーズ・劇場版第1作では使用されていなかった「イングラム」の名称が使用されている点も特徴。それでいて「アルフォンス」の愛称もまだ残っている。
- 第27話「闇に呼ぶ声」の中で幽霊を恐れる熊耳が後藤に書類を投げつけてしまうシーンがあるが、このシーンをコマ送りするとスタッフからのあるメッセージを読むことができる。
- 最終回の47話での苫小牧市市街の描写は、全く違う町並みになっている。
- 初回放送時はモノラルだったが、ビデオ化の際にSS-REMIXと称するステレオ音声へのリミックス（※音声素材の再ダビング作業）が行われた。以後の再放送や映像ソフトでは一貫してSS-REMIX後の素材が使用されている。
- 押井は後に『ケータイ捜査官7』で第35話『ケイタのはつゆめ』の脚本を担当した時、テレビシリーズ第29話『特車二課壊滅す』を原案にして書いている[21]。

#### スタッフ（テレビシリーズ）
- 原作 - ヘッドギア

「週刊少年サンデー」連載（ゆうきまさみ）
- シリーズ構成 - 伊藤和典
- 監督 - 吉永尚之
- キャラクター・デザイン - 高田明美
- メカニック・デザイン - 出渕裕
- メカ・デザイン協力 - 佐山善則
- 音楽 - 川井憲次
- 美術監督 - 渋谷幸弘
- 撮影監督 - 奥井敦
- 録音演出 - 浅梨なおこ
- 編集 - 鶴渕友彰（鶴渕映画）
- プロデューサー - 堀越徹（日本テレビ）、石川清司（読売広告社）、鵜之沢伸（バンダイ）、鳥沢真二（東北新社）、明石渉（東北新社）指田英司（サンライズ）
- 製作協力 - サンライズ
- 企画制作 - 日本テレビ
- 製作 - バンダイ、東北新社

#### 各話リスト（テレビシリーズ）
| 話数 | 放送日          | タイトル                   | 脚本                | 演出       | コンテ     | 作画監督          | 主な登場レイバー                     |
| ---- | --------------- | -------------------------- | ------------------- | ---------- | ---------- | ----------------- | ------------------------------------ |
| 1    | 1989年 10月11日 | イングラム起動             | 伊藤和典            | 浦田保則   | 吉永尚之   | 西村誠芳          | アスカMPL・ブルドッグ タイラント2000 |
| 2    | 10月18日        | 香貫花が来た               | 伊藤和典            | 元永慶太郎 | 滝沢敏文   | 高見明男          | ドーファン                           |
| 3    | 11月1日         | こちら特車二課             | 押井守              | 青木康直   | 高野太     | 井口忠一          |                                      |
| 4    | 11月8日         | 魔の山へ行けっ!            | 伊藤和典            | 西山明樹彦 | 澤井幸次   | 戸部敦夫          | クラブマン                           |
| 5    | 11月15日        | 暴走レイバーX10            | 星山博之            | 高松信司   | 高松信司   | 西村誠芳          | HAL-X10・ボクサー                    |
| 6    | 11月22日        | ザ・タワーSOS              | 木村直人            | 浦田保則   | 滝沢敏文   | 高見明男 佐野浩敏 |                                      |
| 7    | 11月29日        | 栄光の97式改               | 伊藤和典            | 元永慶太郎 | 高野太     | 井口忠一          | 97式パイソン・SRX-70                 |
| 8    | 12月6日         | まぼろしの緑               | 木村直人            | 青木康直   | 澤井幸次   | 西村誠芳          | ガンボルギニー・豊作くん             |
| 9    | 12月13日        | 上陸赤いレイバー           | 押井守              | 西山明樹彦 | 高野太     | 戸部敦夫          | ボクサー・XR-99ドシュカ              |
| 10   | 12月20日        | イヴの罠                   | 伊藤和典            | 高松信司   | 滝沢敏文   | 井口忠一          | ファントム・ブロッケン・ヘルダイバー |
| 11   | 12月27日        | イヴの戦慄                 | 伊藤和典            | 元永慶太郎 | 吉永尚之   | 高見明男          | ファントム・ブロッケン・ヘルダイバー |
| 12   | 1990年 1月10日  | 太田惑いの午後             | 横手美智子          | 吉永尚之   | 吉永尚之   | 西村誠芳          | レックス2500                         |
| 13   | 1月17日         | 殿下お手柔らかに           | 木村直人            | 青木康直   | 青木康直   | 戸部敦夫          | ブロッケン                           |
| 14   | 1月24日         | あんたの勝ち!              | 押井守              | 西山明樹彦 | 高野太     | 井口忠一          | ボクサー                             |
| 15   | 1月31日         | 歌を唄ったクジラ           | 横手美智子          | 高松信司   | 高松信司   | 高見明男          | フロッグマン                         |
| 16   | 2月7日          | 小隊海を渡る               | 高橋哲子            | 元永慶太郎 | 栗山美秀   | 高木弘樹          | レックス2500                         |
| 17   | 2月14日         | 目標は後藤隊長             | 伊藤和典 横手美智子 | 浦田保則   | 菊池一仁   | 西村誠芳          | レイバーX                            |
| 18   | 2月21日         | スキスキ野明先輩           | 有栖ひばり          | 青木康直   | 加瀬充子   | 戸部敦夫          | クラウベア                           |
| 19   | 2月28日         | ジオフロントの影           | いづぶちゆたか      | 元永慶太郎 | 滝沢敏文   | 井口忠一          |                                      |
| 20   | 3月7日          | 黒い胎動                   | 伊藤和典            | 西山明樹彦 | 加瀬充子   | 高見明男          | ファントム・サターン ヘルダイバー    |
| 21   | 3月14日         | 亡霊（ファントム）ふたたび | 伊藤和典            | 浦田保則   | 吉永尚之   | 戸部敦夫          | ファントム・サターン ヘルダイバー    |
| 22   | 3月21日         | 花とレイバー               | 横手美智子          | 青木康直   | 菊池一仁   | 西村誠芳          | 豊作くん・クラウベア                 |
| 23   | 4月4日          | 香貫花レポート             | 有栖ひばり 吉永尚之 | 原田奈奈   | 吉永尚之   | 高木弘樹          |                                      |
| 24   | 4月11日         | さらば香貫花               | 伊藤和典            | 元永慶太郎 | 吉永尚之   | 高岡希一          | ブルドッグ                           |
| 25   | 4月18日         | 春の嵐                     | 横手美智子          | 西山明樹彦 | 滝沢敏文   | 井口忠一          | タイラント2000                       |
| 26   | 4月25日         | 私が熊耳武緒です           | 横手美智子          | 浦田保則   | 加瀬充子   | 戸部敦夫          | クラブマンハイレッグ                 |
| 27   | 5月2日          | 闇に呼ぶ声                 | 伊藤和典            | 青木康直   | 青木康直   | 西村誠芳          |                                      |
| 28   | 5月9日          | 怪しいふたり               | 伊藤和典            | 元永慶太郎 | 滝沢敏文   | 高木弘樹          | サターン                             |
| 29   | 5月23日         | 特車二課壊滅す!            | 押井守              | 西山明樹彦 | 吉永尚之   | 井口忠一          |                                      |
| 30   | 5月30日         | グリフォン参上!            | 伊藤和典            | 浦田保則   | 滝沢敏文   | 高岡希一          | グリフォン                           |
| 31   | 6月6日          | 雨の惨劇                   | 並木敏              | 元永慶太郎 | 菊池一仁   | 戸部敦夫          | グリフォン                           |
| 32   | 6月13日         | 再会                       | 伊藤和典            | 青木康直   | 菊池一仁   | 高木弘樹          | グリフォン                           |
| 33   | 6月20日         | シャフトの犬たち           | 伊藤和典            | 西山明樹彦 | 吉永尚之   | 井口忠一          | グリフォン                           |
| 34   | 6月27日         | 城門の戦い                 | 伊藤和典            | 青木康直   | 青木康直   | 西村誠芳          | グリフォン                           |
| 35   | 7月4日          | グリフォン堕つ!            | 伊藤和典            | 浦田保則   | 吉永尚之   | 戸部敦夫          | グリフォン                           |
| 36   | 7月11日         | 野明の冒険                 | 並木敏              | 元永慶太郎 | 元永慶太郎 | 高見明男          |                                      |
| 37   | 7月18日         | 安心売ります               | 並木敏              | 西山明樹彦 | 滝沢敏文   | 山田きさらか      | ぴっけるくん                         |
| 38   | 7月25日         | 地下迷宮物件               | 押井守              | 原田奈奈   | 知吹愛弓   | 西村誠芳          |                                      |
| 39   | 8月1日          | 量産機計画                 | 並木敏              | 青木康直   | 菊池一仁   | 高木弘樹          | AVS-98 MARKII                        |
| 40   | 8月8日          | 沿岸警備命令               | 須釜重美            | 浦田保則   | 浦田保則   | 磯野智            |                                      |
| 41   | 8月15日         | テロリストを救え           | 並木敏              | 元永慶太郎 | 池田成     | 西村誠芳          |                                      |
| 42   | 8月22日         | 帰ってきた男たち           | 横手美智子          | 西山明樹彦 | 西山明樹彦 | 山田きさらか      | ボクサー                             |
| 43   | 8月29日         | はたらくお嬢さん           | 有栖ひばり 高橋哲子 | 青木康直   | 青木康直   | 高見明男          | タイラント2000                       |
| 44   | 9月5日          | CLATよ永遠に               | 伊藤和典            | 浦田保則   | 吉永尚之   | 土器手司          | アメリカ版イングラム メガアイアン    |
| 45   | 9月12日         | 職業選択の自由             | 横手美智子          | 元永慶太郎 | 元永慶太郎 | 山田きさらか      | ヘルダイバー                         |
| 46   | 9月19日         | その名はゼロ               | 伊藤和典            | 西山明樹彦 | 菊池一仁   | 高木弘樹          | AV-0 ピースメーカー                  |
| 47   | 9月26日         | コンディション・グリーン   | 伊藤和典            | 青木康直   | 吉永尚之   | 高見明男          | AV-0 ピースメーカー                  |

#### 放送局
| 放送地域       | 放送局         | 放送日時                                                                                          | 放送系列                      | 備考                |
| -------------- | -------------- | ------------------------------------------------------------------------------------------------- | ----------------------------- | ------------------- |
| 関東広域圏     | 日本テレビ     | 水曜 17:00 - 17:30                                                                                | 日本テレビ系列                | 製作局              |
| 宮城県         | ミヤギテレビ   | 水曜 17:00 - 17:30                                                                                | 日本テレビ系列                |                     |
| 福島県         | 福島中央テレビ | 水曜 17:00 - 17:30                                                                                | 日本テレビ系列                |                     |
| 新潟県         | テレビ新潟     | 水曜 17:00 - 17:30                                                                                | 日本テレビ系列                |                     |
| 熊本県         | 熊本県民テレビ | 水曜 17:00 - 17:30                                                                                | 日本テレビ系列                |                     |
| 北海道         | 札幌テレビ     | 金曜 17:30 - 18:00（1989年10月13日 - 1990年3月30日） → 日曜 7:30 - 8:00（1990年4月8日 - 9月30日） | 日本テレビ系列                |                     |
| 長野県         | テレビ信州     |                                                                                                   | 日本テレビ系列                |                     |
| 静岡県         | 静岡第一テレビ | 水曜 6:00 - 6:30                                                                                  | 日本テレビ系列                |                     |
| 富山県         | 北日本放送     | 火曜 17:00 - 17:30                                                                                | 日本テレビ系列                | [ 注 19 ]           |
| 石川県         | テレビ金沢     | 水曜 17:00 - 17:30                                                                                | 日本テレビ系列                | [ 注 20 ]           |
| 中京広域圏     | 中京テレビ     |                                                                                                   | 日本テレビ系列                |                     |
| 近畿広域圏     | 読売テレビ     | 木曜 10:25 - 10:55(1990年3月迄)→ 月曜 5:30 - 6:00(1990年4月以降)                                  | 日本テレビ系列                | [ 注 21 ]           |
| 広島県         | 広島テレビ     |                                                                                                   | 日本テレビ系列                |                     |
| 山口県         | 山口放送       |                                                                                                   | 日本テレビ系列                |                     |
| 香川県・岡山県 | 西日本放送     |                                                                                                   | 日本テレビ系列                |                     |
| 福岡県         | 福岡放送       | 水曜 17:00 - 17:30                                                                                | 日本テレビ系列                |                     |
| 山形県         | 山形放送       | 月曜 - 金曜 17:30 - 18:00                                                                         | 日本テレビ系列 テレビ朝日系列 | [ 注 22 ] [ 注 23 ] |
| 長崎県         | 長崎国際テレビ |                                                                                                   | 日本テレビ系列                | [ 注 22 ]           |
| 鹿児島県       | 鹿児島放送     |                                                                                                   | テレビ朝日系列                | [ 注 22 ] [ 注 24 ] |

- ローカルセールス枠での放映だったため、ネット局でも大半が遅れネットだった。また、系列局でも未放映だった放送局もある。
- 長崎県では、本放送当時系列局だったテレビ長崎（現在はフジテレビ系に一本化）や、同局の編成から外れた日本テレビ系番組を一部放送していた長崎放送（TBS系）では放送されず、本放送終了後に開局した長崎国際テレビが放送した。
- 鹿児島県では、本放送当時系列局だった鹿児島テレビ（現在はフジテレビ系に一本化）や、同局の編成から外れた日本テレビ系番組を一部放送していた南日本放送（TBS系）や、本放送終了後に開局した鹿児島讀賣テレビ（KYT）では放送されず、系列外（テレビ朝日系）の鹿児島放送が本放送終了後かつKYT開局後の1996年に7年も遅れて放送した[注 25]。

| 日本テレビ 水曜 17:00 - 17:30                    | 日本テレビ 水曜 17:00 - 17:30                           | 日本テレビ 水曜 17:00 - 17:30                                |
| 前番組                                           | 番組名                                                  | 次番組                                                       |
| ------------------------------------------------ | ------------------------------------------------------- | ------------------------------------------------------------ |
| 電脳警察サイバーコップ （1989年4月5日 - 7月5日） | 機動警察パトレイバー （1989年10月11日 - 1990年9月26日） | からくり剣豪伝ムサシロード （1990年10月3日 - 1991年9月25日） |

### NEW OVAシリーズ
1990年（平成2年）11月22日 - 1992年（平成4年）4月23日発売。全16巻（全16話）
設定・時間軸共にテレビシリーズの延長にある作品。テレビシリーズが1年52話の予定が放送枠の関係から47話となったことに伴いはみ出したテレビシリーズの最終章である、グリフォン編の完結編部分と、1話完結のオリジナル・エピソードからなる。その中で第12話「二人の軽井沢」はダイアログの収録を先に行い、あとから絵を付けるプレスコ方式で製作された。初回リリース時はグリフォン編を1話おきに発売したが、メモリアルLD BOX以降はグリフォン編が連続する編成になるよう話数が振り直されている。

#### スタッフ（NEW OVA）
- 原作 - ヘッドギア

「週刊少年サンデー」連載中（ゆうきまさみ）
- シリーズ構成 - 伊藤和典
- 監督 - 吉永尚之
- キャラクター・デザイン - 高田明美
- メカニック・デザイン - 出渕裕、佐山善則
- 音楽 - 川井憲次
- 美術監督 - 渋谷幸弘
- 撮影監督 - 奥井敦
- 録音演出 - 浅梨なおこ
- 編集 - 鶴渕友彰（鶴渕映画）
- プロデューサー - 鵜之澤伸（バンダイ）、濱渡剛（東北新社）、指田英司（サンライズ）
- 製作協力 - サンライズ
- 製作 - バンダイ、東北新社

#### 各話リスト（NEW OVA）
| 発売時話数 | 変更後話数 | タイトル           | 脚本                | 演出       | 絵コンテ                | 作画監督                      |
| ---------- | ---------- | ------------------ | ------------------- | ---------- | ----------------------- | ----------------------------- |
| 1          | 1          | グリフォン復活     | 伊藤和典            | 元永慶太郎 | 吉永尚之 いづぶちゆたか | 高木弘樹 前田明寿（メカ作監） |
| 2          | 5          | 災厄の日           | 横手美智子          | 浦田保則   | 菊池一仁                | 山田きさらか                  |
| 3          | 2          | 逆襲のシャフト!    | 伊藤和典            | 青木康直   | 菊池一仁                | 高見明男                      |
| 4          | 6          | 視聴率90%          | 有栖ひばり          | 元永慶太郎 | 知吹愛弓                | 高木弘樹                      |
| 5          | 3          | 史上最大の決戦     | 伊藤和典            | 青木康直   | いづぶちゆたか          | 鈴木俊二                      |
| 6          | 7          | 黒い三連星         | 押井守              | 青木康直   | 青木康直                | 高見明男                      |
| 7          | 4          | GAME OVER          | 伊藤和典            | 元永慶太郎 | 吉永尚之                | 高木弘樹 前田明寿（メカ作監） |
| 8          | 8          | 火の七日間         | 押井守              | 浦田保則   | 青木康直                | 山田きさらか                  |
| 9          | 9          | VS                 | 横手美智子 伊藤和典 | 青木康直   | 青木康直                | 高見明男                      |
| 10         | 10         | その名はアムネジア | 押井守              | 原田奈奈   | 吉永尚之                | 山田きさらか                  |
| 11         | 11         | 雨の日に来たゴマ   | 伊藤和典            | 青木康直   | 青木康直                | 高木弘樹                      |
| 12         | 12         | 二人の軽井沢       | 有栖ひばり 伊藤和典 | 浦田保則   | 吉永尚之                | 高見明男                      |
| 13         | 13         | ダンジョン再び     | 押井守              | 原田奈奈   | 吉永尚之                | 重田敦                        |
| 14         | 14         | 雪のロンド         | いづぶちゆたか      | 菱川直樹   | いづぶちゆたか          | 高見明男 前田明寿（メカ作監） |
| 15         | 15         | 星から来た女       | 伊藤和典 小杉敦仁   | 元永慶太郎 | 土器手司                | 土器手司                      |
| 16         | 16         | 第二小隊異状なし   | 伊藤和典            | 青木康直   | 吉永尚之                | 高木弘樹                      |

### 劇場版第2作 機動警察パトレイバー 2 the Movie
2002年のパトレイバー世界を描いた。一応のシリーズ完結篇的意味を持つ作品。後藤を真正面から主役に据え、首都圏を舞台に「戦争という状況」との戦いを描いている。これまでの特車二課のメンバーは後藤と南雲、ひろみとシゲらを除いて大半が別の部署に異動している。イングラムも一線を退いている。
押井守独自の「都市論」をベースに、東京に「戦争」という状況を作り出す思考実験を行った。都市部への毒ガス攻撃、治安出動、縦割り行政とセクショナリズム、在日米軍、破壊活動防止法、デジタルメディアの信憑性など、その後現実世界で問題になる多くの要素が含まれている。公開当時からPKO協力法に基づく自衛隊海外派遣の問題点などを指摘する内容であった。
旧第二小隊のメンバーの登場割合が激減した本作品だが、後に押井自ら手がけた小説版『TOKYO WAR』では割愛された部分が大幅に追加されているため、映画では描かれなかった彼らの様子も詳細に書き綴られている。

### 機動警察パトレイバー レイバーセレクション
2001年（平成13年）10月3日よりテレビ東京の水曜日深夜に放送された、テレビアニメおよび新OVAの再放送セレクト版。
括弧内は本来の話数。
1. （1）イングラム起動
2. （2）香貫花が来た
3. （5）暴走レイバーX10
4. （7）栄光の97式改
5. （10）イヴの罠
6. （11）イヴの戦慄
7. （19）ジオフロントの影
8. （20）黒い胎動
9. （21）亡霊ふたたび
10. （26）私が熊耳武緒です
11. （29）特車二課壊滅す!
12. （30）グリフォン参上!!
13. （31）雨の惨劇
14. （32）再会
15. （33）シャフトの犬たち
16. （34）城門の戦い
17. （35）グリフォン堕つ!
18. （38）地下迷宮物件
19. （46）その名はゼロ
20. （OVA13）ダンジョン再び
21. （OVA1）グリフォン復活
22. （OVA3）逆襲のシャフト!
23. （OVA5）史上最大の決戦
24. （OVA7）GAME OVER

| テレビ東京 水曜24:45枠                          | テレビ東京 水曜24:45枠                                                      | テレビ東京 水曜24:45枠                                      |
| 前番組                                          | 番組名                                                                      | 次番組                                                      |
| ----------------------------------------------- | --------------------------------------------------------------------------- | ----------------------------------------------------------- |
| シスター・プリンセス （2001年4月4日 - 9月26日） | 機動警察パトレイバー レイバーセレクション （2001年10月3日 - 2002年3月27日） | .hack//SIGN （2002年4月3日 - 2002年9月25日） ※24:55 - 25:25 |

### 劇場版第3作 WXIII 機動警察パトレイバー
漫画版の「廃棄物13号」編をモチーフにした作品であるが、大筋の展開を踏襲しながらもオリジナルキャラクターの久住と秦を主人公とした別のストーリーへと様変わりしている。後藤以外、第2作に輪をかけて泉や遊馬を含む特車二課の出番は少ない。

### ミニパト
全3話からなる短編フルCGのデジタルアニメ。週替わりで一話ずつ『WXIII 機動警察パトレイバー』と同時上映された。

### 機動警察パトレイバーREBOOT
『機動警察パトレイバーREBOOT』 2016年（平成28年）10月15日より1週間イベント公開。
庵野秀明が主催するアニメ制作会社・スタジオカラーのオムニバス短編アニメ作品群『日本アニメ（ーター）見本市』（以下“見本市”）の劇場公開イベントにおいて“EXTRA”（番外）という扱いで、パトレイバーの完全新作アニメが『WXIII』&『ミニパト』以来14年ぶりに制作、上記の期間中に公開された。短編アニメ作品群の一本であるため、本作品も約8分の短編となる。ストーリー的な流れは「レイバー強奪犯がネットの生配信をしながら暴れる→レイバー小隊が現着→イングラム搭乗者（男性）、犯人と対峙→レイバー小隊々長（女性）が一計を案じる→事態収拾」。
“見本市”は、アニメーターのスキルを短編で魅せるというコンセプトで作られており、この作品も其の例に漏れず、『サカサマのパテマ』などを手がけた吉浦康裕が中心となって制作されている。旧作スタッフ・ヘッドギアメンバーからは出渕裕がメカニカルデザインと監修、伊藤和典が脚本を吉浦と共著という形で関わっているほか、劇伴も従来の通り川井憲次が手がけている。レイバーのデザインに大きな差異はないが3DCGで描画。また「イングラム」については出淵裕がリファインし細部がディテールアップされている。
登場人物は一新されておりキャストを林原めぐみと山寺宏一が演じる（“見本市”は全作品のキャストを両名のみで演じる仕様）。林原はテレビアニメ版と劇場版1作目、山寺はテレビアニメ版で端役として参加した経験があるが、今回初めて『パトレイバー』の主要メンバーにキャスティングされた。

#### スタッフ（REBOOT）
- 原作 - HEADGEAR
- 監督・絵コンテ・演出・撮影監督・編集 - 吉浦康裕
- 脚本 - 伊藤和典、吉浦康裕
- キャラクター原案 - ゆうきまさみ
- アニメーションキャラクターデザイン・作画監督 - 浅野直之
- メカニカルデザイン・監修 - 出渕裕
- CGI作画監督 - 松井祐亮
- CGI監督 - 小林学
- 色彩設計・色指定・検査 - 中内照美
- 美術監督 - 金子雄司
- 音楽 - 川井憲次
- 音響監督 - 山田陽（サウンドチーム・ドンファン）
- 企画・エグゼクティブプロデューサー - 庵野秀明
- アニメーション制作 - スタジオカラー

#### キャスト（REBOOT）
※本作品ではキャラクターに名前を付けていないため、下記名称は便宜上のもの。
- 山寺宏一 - AV-98 1号機“イングラム”搭乗者（若い男性）、レイバー犯、ほか
- 林原めぐみ - 1号機バックアップ（若い女性）、レイバー小隊々長（中年女性）、ほか

### PATLABOR EZY（仮）
2017年『アヌシー国際アニメーション映画祭』で発表された新プロジェクト。2022年にパイロットフィルムがイベントで公開されて以降、詳細な情報の発表がなかったが、2024年9月20日から劇場版1作目がリバイバル上映されるのに合わせて、プロジェクト開始が2026年になることや一部メインスタッフの情報が解禁。発表済のティザービジュアルも一新され、『 EZY』仕様の「イングラム」となった。また、リバイバル上映前にパイロットフィルムも上映された。

#### スタッフ（EZY）
- 原作 - HEADGEAR
- 監督 - 出渕裕
- 脚本・シリーズ構成 - 伊藤和典
- キャラクター原案 - ゆうきまさみ
- コスチュームデザイン協力 - 高田明美
- メカニカルデザイン - 海老川兼武、渭原敏明
- 美術監督 - 菊地正典、秋山優太
- 音楽 - 川井憲次
- キャラクターデザイン・総作画監督 - 佐藤嵩光
- CG監督 - 森泉仁智
- プロデューサー - 真木太郎
- アニメーション制作 - J.C.STAFF
- CG制作 - GAZEN
- プロデュース - GENCO

## 主題歌

### オープニングテーマ
未来派Lovers（初期OVA版1 - 6 ※7はオープニングなし）
歌 - 笠原弘子
そのままの君でいて（テレビ版1 - 34）
作詞 - 森由里子 / 作曲 - 羽田一郎 / 編曲 - 船山基紀 / 歌 - 仁藤優子
コンディション・グリーン 〜緊急発進〜（テレビ版35 - 47/新OVA版1、2（旧3）、5（旧2）、6（旧4））
作詞 - 田口俊 / 作曲 - TSUKASA / 編曲 - 根岸貴幸 / 歌 - 笠原弘子
守りたいの（新OVA版3（旧5）、4（旧7）、7（旧6） - 9）
歌 - 冨永みーな
YOU ARE THE ONE（新OVA版10 - 13）
歌 - DAIZO（小柴大造）
IDLING for you（新OVA版14 - 16）
歌 - 谷本憲彦（現・速水けんたろう）

### エンディングテーマ
そして、夜明け（初期OVA版1）
曲 - 川井憲次
メガロシティ・ポリス（初期OVA版2）
曲 - 川井憲次
幻影の果てに（初期OVA版3）
曲 - 川井憲次
（Lの悲劇）（初期OVA版4）
曲 - 川井憲次
二課の一番長い日（初期OVA版5）
曲 - 川井憲次
（レボリューション）（初期OVA版6）
曲 - 川井憲次
（後藤喜一の事件簿） （初期OVA7）
曲 - 川井憲次
MIDNIGHT BLUE（TV版1 - 34）
作詞・作曲 - TAKE / 編曲 - KISSME QUICK / 歌 - KISSME QUICK
パラダイスの確率（TV版35 - 47/新OVA版1、2（旧3）、5（旧2））
作詞 - 麻生圭子 / 作曲 - 割田康彦 / 編曲 - 船山基紀 / 歌 - JA-JA
マイペース〜My Way My Pace〜（新OVA版3（旧5）、4（旧7）、6（旧4）、7（旧6） - 9）
歌 - 冨永みーな
100カラットの未来（新OVA版10 - 13）
歌 - 兵藤まこ
LONG SILENCE（新OVA版14・15）
歌 - ダイナマイト・シゲ
Wings to the Dream （新OVA版16）
曲 - 川井憲次
笠原弘子による歌詞付ものは「勇気を翼にして」。

## 後の作品への影響他
- 初期OVA発売当時は、製作コストのせいでOVA1本の値段が1万円前後と比較的高価格であった。しかし本作品でシリーズ化を前提に、アイキャッチ・CMをはさむことにより、1本あたり4800円と半額以下に抑えることに成功、さらに他の媒体へと展開していった。
- 本作品は当時の刑事ドラマでも見られなかった「組織としての警察」を描いた作品の先駆けであり[32]、『踊る大捜査線』などで知られる本広克行などに強い影響を与えた。特にシリーズのスピンオフ作品であるテレビスペシャル『湾岸署婦警物語 初夏の交通安全スペシャル』、劇場版『交渉人 真下正義』はオマージュが顕著な例として挙げられる。本広自身も押井守のファンであることを公言し「踊る大捜査線は機動警察パトレイバーに影響を受けた」と述べている[33]。本広は2013年から、『機動警察パトレイバー 2 the Movie』制作会社であるProduction I.Gに所属している。『踊る大捜査線』湾岸署の舞台を決めるロケハンではスタッフに上記の劇場版『パトレイバー』を見せて「こんな場所を探してくれ」とお願いしたが当時そっくりな場所はなかったので、お台場に落ち着いた。
- 羽海野チカは『イノセンスを待ちながら』で、『機動警察パトレイバー 2 the Movie』などの押井守アニメの思い入れを描き、後に押井の弟子である『ミニパト』監督・神山健治のオリジナルアニメ『東のエデン』『Xi AVANT』のキャラクターデザインを手がけた。
- ギレルモ・デル・トロは『パシフィック・リム』は、ジェームズ・キャメロンの勧めで観た押井守のアニメ版に多大な影響を受けていると公言。2002年初来日した際はアニメ制作会社Production I.Gを訪問して作画風景を見学、押井と直接会っている。CGへの転換期にもかかわらず一生懸命手書きで作画する姿にギレルモは影響を受けたと語っている。『THE NEXT GENERATION パトレイバー 首都決戦』公開に対して、「押井守は私の偉大なるお手本です」とコメントを寄せている[34][35]。
- 週刊少年サンデーで本作品の後半と連載期間が重なる、椎名高志の漫画『GS美神 極楽大作戦!!』に於いて、主人公・横島の父、横島大樹とその部下のモデルが内海と黒崎である。
- 新谷かおるの『エラン』『ジェントル萬』などに登場するキャラクター、柳は内海がモデルとなっている。新谷かおると新谷の元アシスタントであったゆうきまさみとの師弟対談のコーナーがあり、その時に新谷が内海のキャラクターを大変気に入り、使用しても良いかと尋ねたところ、それをゆうきが承諾した、と書かれている。
- 魔夜峰央の『パタリロ!』の作中で、パタリロがイングラムに似たロボットに乗り込み、それに驚いたタマネギ000号に対しパタリロが「新型レイバーの試運転をしてただけだぞ」と話す場面が登場する[36]。
- 産業技術総合研究所（産総研）のヒューマノイドタイプロボットHRP-2（製造：川田工業）は、そのボディデザインを出渕裕に依頼。本作品に登場するピースメーカーに近いデザインとなった。ボディデザインが出渕に依頼されたのは「パトレイバーの影響を受けてロボット開発者を目指した複数の研究員の希望」に由る[37]。

## 漫画版
ゆうきまさみによる作品。『週刊少年サンデー』（小学館）にて1988年（昭和63年）17号 - 1994年（平成6年）23号に連載。第36回（平成2年度）小学館漫画賞少年部門受賞。
第一次グリフォン戦（単行本1 - 5巻）までは先に企画のあったビデオアニメ（OVA）版とのタイアップを意識した造りとなっているが、漫画が先行して連載された。以後はゆうき個人の作品としての性格が強い。ゆうき本人は『何度も言ってるけど「企画自体が原作」で僕は原作者ではない。漫画は原作ではないので「漫画版」とか「コミック版」と呼んでほしい』とインタビューなどで発言している。また、漫画版連載スタート時にはOVAのシナリオは全話書き上がっていた。
ただし、その後制作されたテレビシリーズおよび新OVAシリーズではゆうきまさみの漫画版のキャラクター・設定・ストーリーの一部を原作として使用しているため、状況の複雑さに拍車をかけている。
新産業分野を舞台とする、世界的な巨大企業内部の謀略をメインストーリーに据えつつ、現代社会の表裏や社会問題を背景とした中編・短編が掲載された。1990年代初期の時点でグローバル化のもたらす諸問題を描くなど、作品内容は比較的高度であり、少年誌上では異色の展開となった。マンガ表現としては、遠方からの描写を多用して、レイバー同士の戦闘シーンでも一定程度の抑制を効かせている。一方、第二小隊の面々の心情は繊細に描写されるなど、テレビアニメ版に比べると喜劇色は薄い（一方、他のゆうきまさみ作品でも見られるメタフィクションやデフォルメの多用によりキャラクター描写のコミカルさは増している。南雲隊長が顕著な例）。他メディアに比して、個々の隊員が大人へ、あるいは社会人へと成長していく過程を丹念に描いており、それが実質的に本作品のメインテーマとなっている。
物語は野明が特車二課への採用試験を受ける1998年初めから、グリフォンを倒した後の2000年10月までの3年弱を扱っている。
少年サンデーコミックス一巻第一版の背表紙には、野明の顔が描かれている。第二版以降は他の巻と同じく「ヘッドギア」の横シルエットになった。タイトルロゴも変更があったため、一巻背表紙のデザインは「野明の顔が描かれているロゴが古いバージョン」「ヘッドギアのシルエットが入ったロゴが古いバージョン」「ヘッドギアのシルエットが入ったロゴが新しいバージョン」の3種が存在する。
月刊ニュータイプ1988年5月号特別付録には、初期OVAシリーズの設定に即して描かれた番外編が掲載された。現在では電子書籍「機動警察パトレイバー番外編 運用マニュアル12章」で読むことが可能となっている。後にこの話はテレビシリーズでアニメ化された。
2019年11月から愛蔵版のコミックスが刊行開始され、全16巻が刊行された。連載当時のカラーページが再現されているほか、従来の単行本には未収録の扉絵や初公開のコンセプトアートが追加収録されている。
2025年8月からタカラトミーとのコラボレーションとして津田直人漫画、天神英貴メカニックデザイン、高田明美キャラクター原案、伊藤和典シナリオの「ZOID×PATLABOR Code Name B.U.D.D.Y.」がヒーローコミックスに連載予定。

## 小説版
伊藤和典による劇場版第1作のノベライズを含む1巻と、テレビシリーズの脚本を手がけた横手美智子による2 - 5巻、押井守による劇場版第2作のノベライズ『TOKYO WAR』、かなり時間の経ったパトレイバー世界を描いた『番狂わせ』が発表されている。
- 機動警察パトレイバー 1〜5
  - 機動警察パトレイバー 風速40メートル（1990年（平成2年）10月、富士見ファンタジア文庫）伊藤和典
FILE1. アクセス
FILE2. 風速40メートル - 劇場版第1作のノベライズ
  - 機動警察パトレイバー 2 シンタックス・エラー（1992年（平成4年）3月、富士見ファンタジア文庫）横手美智子
FILE3. シンタックス・エラー
FILE4. 父の息子
  - 機動警察パトレイバー 3 サードミッション（1992年（平成4年）9月、富士見ファンタジア文庫）横手美智子
FILE5. 香港小夜曲（ホンコンセレナーデ）
FILE6. サードミッション
  - 機動警察パトレイバー 4 ブラックジャック（前編）（1993年（平成5年）7月、富士見ファンタジア文庫）横手美智子
FILE7. ブラックジャック（前編）
  - 機動警察パトレイバー 5 ブラックジャック（後編）（1993年（平成5年）10月、富士見ファンタジア文庫）横手美智子
FILE7. ブラックジャック（後編）

初期OVAシリーズ・劇場版第1作に連なる物語となっており、他の物語では語られなかった香貫花の帰国や熊耳の登場編が収録されている。また横手作品では、篠原遊馬の家庭環境、熊耳武緒の香港時代、後藤喜一の過去といった、それぞれのキャラクターを掘り下げる物語となっており、原案のゆうきまさみを「そうか、そういうことだったのかー」と言わしめた[39]。機動警察パトレイバー1〜5巻は長期間絶版だったが、2013年にアニメイトでの限定販売の形で復刊された[40]。その際、カラーカバーが高田明美により新たに描かれた画に変更されている（口絵・挿絵は変更無し）。
- TOKYO WAR - 機動警察パトレイバー（前編）（1994年（平成6年）4月、富士見ファンタジア文庫）押井守
- TOKYO WAR - 機動警察パトレイバー（後編）（1994年（平成6年）5月、富士見ファンタジア文庫）押井守
劇場版第2作を監督自らノベライズ。映画ではカットされた部分も描かれている。絶版
- TOKYO WAR MOBILE POLICE PATLABOR（2005年（平成17年）6月30日、エンターブレイン）押井守
劇場版第2作のノベライズをハードカバーで復刊。文庫版から加筆修正が行われた。
- 番狂わせ 警視庁警備部特殊車輛二課（2011年（平成23年）1月31日、角川春樹事務所）押井守
アニメ本編からかなり後の物語で、隊長が後藤田、主人公が男性の泉野明（いずみの・あきら）に以下、香貫子、太田原、御酒屋と、三代目特車二課第二小隊にはシバシゲオ以外はかつての隊員は残っておらず、レイバー自体もお払い箱状態となっている。これらの設定は後に制作された『THE NEXT GENERATION -パトレイバー-』と共通する部分が多いが、泉野明の性別など明確な違いもあり、プロトタイプ的作品と言える。
同書の第一刷から第三刷発行までには121ページに明らかなミスがあり、その場に居ないはずの太田原が会話に参加してしまっていたが、第四刷発行以降ではその箇所は後藤田隊長の発言であることに修正されている。
今野敏著作『夕暴雨 東京湾臨海署安積班[41]』には特車二課と二課に配属された後藤喜一警部補がゲスト出演しており、『番狂わせ』にも後藤と同期の安積剛志たちが出演している。
- 後席の男（2015年（平成27年）、角川春樹事務所）押井守
短篇。野明たちの次の世代の隊員たちの話。すでに第一小隊は解散し、第二小隊は4人に減っている。『タッグ 私の相棒』（2015年（平成27年）、日本推理作家協会、角川春樹事務所）および『私の相棒―警察アンソロジー』（2017年（平成29年）、ハルキ文庫、文庫化に際し改題）に収録。

## 書誌情報

### 漫画

#### 単行本
- ゆうきまさみ 『機動警察パトレイバー』 小学館〈少年サンデーコミックス〉、全22巻
  1. 1988年6月18日発売、ISBN 4-09-122121-1
  2. 1988年9月17日発売、ISBN 4-09-122122-X
  3. 1988年12月19日発売、ISBN 4-09-122123-8
  4. 1989年7月18日発売、ISBN 4-09-122124-6
  5. 1989年12月14日発売、ISBN 4-09-122125-4
  6. 1990年3月17日発売、ISBN 4-09-122126-2
  7. 1990年6月18日発売、ISBN 4-09-122127-0
  8. 1990年9月18日発売、ISBN 4-09-122128-9
  9. 1991年1月18日発売、ISBN 4-09-122129-7
  10. 1991年4月18日発売、ISBN 4-09-122130-0
  11. 1991年7月18日発売、ISBN 4-09-122601-9
  12. 1991年10月18日発売、ISBN 4-09-122602-7
  13. 1991年12月11日発売、ISBN 4-09-122603-5
  14. 1992年3月18日発売、ISBN 4-09-122604-3
  15. 1992年5月18日発売、ISBN 4-09-122605-1
  16. 1992年10月17日発売、ISBN 4-09-122606-X
  17. 1993年3月18日発売、ISBN 4-09-122607-8
  18. 1993年6月18日発売、ISBN 4-09-122608-6
  19. 1993年9月18日発売、ISBN 4-09-122609-4
  20. 1993年12月11日発売、ISBN 4-09-122610-8
  21. 1994年3月18日発売、ISBN 4-09-123311-2
  22. 1994年8月10日発売、ISBN 4-09-123312-0

#### 文庫版
- ゆうきまさみ 『機動警察パトレイバー』 小学館〈小学館文庫〉、全11巻
  1. 2000年1月15日発売[42]、ISBN 4-09-193271-1
  2. 2000年1月15日発売[43]、ISBN 4-09-193272-X
  3. 2000年3月16日発売[44]、ISBN 4-09-193273-8
  4. 2000年3月16日発売[45]、ISBN 4-09-193274-6
  5. 2000年5月16日発売[46]、ISBN 4-09-193275-4
  6. 2000年5月16日発売[47]、ISBN 4-09-193276-2
  7. 2000年7月15日発売[48]、ISBN 4-09-193277-0
  8. 2000年7月15日発売[49]、ISBN 4-09-193278-9
  9. 2000年9月16日発売[50]、ISBN 4-09-193279-7
  10. 2000年9月16日発売[51]、ISBN 4-09-193280-0
  11. 2000年11月16日発売[52]、ISBN 4-09-193281-9

#### 愛蔵版
- ゆうきまさみ 『機動警察パトレイバー』 小学館〈少年サンデーコミックススペシャル〉、全16巻
  1. 2019年11月12日発売[53]、ISBN 978-4-09-179304-1
  2. 2019年12月12日発売[54]、ISBN 978-4-09-179305-8
  3. 2020年2月12日発売[55]、ISBN 978-4-09-179306-5
  4. 2020年3月12日発売[56]、ISBN 978-4-09-179307-2
  5. 2020年4月10日発売[57]、ISBN 978-4-09-179308-9
  6. 2020年5月12日発売[58]、ISBN 978-4-09-179309-6
  7. 2020年6月11日発売[59]、ISBN 978-4-09-179310-2
  8. 2020年7月10日発売[60]、ISBN 978-4-09-179313-3
  9. 2020年8月12日発売[61]、ISBN 978-4-09-179314-0
  10. 2020年9月11日発売[62]、ISBN 978-4-09-179315-7
  11. 2020年10月12日発売[63]、ISBN 978-4-09-179316-4
  12. 2020年11月12日発売[64]、ISBN 978-4-09-179317-1
  13. 2020年12月11日発売[65]、ISBN 978-4-09-179318-8
  14. 2021年1月12日発売[66]、ISBN 978-4-09-179319-5
  15. 2022年2月12日発売[67]、ISBN 978-4-09-179320-1
  16. 2020年3月12日発売[68]、ISBN 978-4-09-179324-9

### 小説
- 伊藤和典（著、第1作のみ） / 横手美智子（著、第2作以降） / 高田明美・佐山善則（イラスト） 『機動警察パトレイバー』 富士見書房〈富士見ファンタジア文庫〉、全5巻
  1. 「風速40メートル」1990年10月17日発売[69]、ISBN 4-8291-2374-5
  2. 「シンタックス・エラー」1992年3月16日発売[70]、ISBN 4-8291-2437-7
  3. 「サード・ミッション」1992年9月11日発売[71]、ISBN 4-8291-2462-8
  4. 「ブラック・ジャック（前編）」1993年7月13日発売[72]、ISBN 4-8291-2512-8
  5. 「ブラック・ジャック（後編）」1993年10月12日発売[73]、ISBN 4-8291-2526-8

### 関連書籍
- 『機動警察パトレイバー 倒せ!辻斬りレイバー』1989年2月発行、ISBN 4-89189-003-7
- 『機動警察パトレイバー 泉野明ぴあ』2020年3月31日発売[74]、ISBN 978-4-8356-4172-0
- 『機動警察パトレイバー 後藤喜一ぴあ』2020年10月1日発売[75]、ISBN 978-4-8356-4223-9

## コンピュータゲーム版
メディアミックスの一環として当初よりゲーム版についても積極的に進められているが、ほとんどがレイバーを操作するアクションゲームかアドベンチャーゲームである。唯一例外としてPC-9801版はバビロンプロジェクトを題材としたシミュレーションゲームである。
機動警察パトレイバー
ファミリーコンピュータ ディスクシステム用ゲーム。1989年、バンダイ。
PATLABOR 狙われた街1990
ゲームボーイ用ゲーム。1990年8月25日、ユタカ。
公式にはアドベンチャーゲームを標榜しているが、実際はロールプレイングゲーム。長音が「～」表記になっており、独特のセンスのダジャレも特徴の1つ。警察官である主人公たちが宝箱にあるアイテムを獲得する様子は「ネコババ」と形容される。敵を倒すと「やっつけたポイント」の略称であるYPが増える。セレクトボタンを押しながらスタートさせるとアメリカへんが始まると見せかけて「なんていうのは じょうだんだよ～ん」と表示され、すぐ終わる。以上のような原作を全く踏襲していない作風から「バカゲー」に分類される。
機動警察パトレイバー 〜98式起動せよ〜
メガドライブ用ゲーム。1992年10月23日、マーバ。
フィールドを歩き回って情報を仕入れるロールプレイングゲーム風のコマンド選択式アドベンチャーゲーム。突如勃発したクーデターにより、監禁状態となった特車2課第2小隊を救うというストーリーで、プレイヤーは第2小隊に所属したばかりの新人という設定である。レベルアップによる強化の概念がないのにもかかわらずストーリーを進むにつれてエンカウントする敵が強くなる、さらにエンカウント率自体異様に高いなど、過酷なゲーム性となっている。
機動警察パトレイバー 〜グリフォン篇
PCエンジン用ゲーム。1993年、リバーヒルソフト。
機動警察パトレイバー
スーパーファミコン用ゲーム。1994年、バンダイ。
PATLABOR OPERATION TOKYO BAY
パソコン（PC-9801）用ゲーム。1994年、バンダイ。
機動警察パトレイバー 〜ゲームエディション〜
プレイステーション用ゲーム。2000年、バンダイビジュアル。
機動警察パトレイバーかむばっく ミニパト
PlayStation Portable用ゲーム。2005年、バンダイビジュアル。
スーパーロボット大戦Operation Extend
PlayStation Portable用ゲーム。2013年、バンダイナムコゲームス。
新旧ロボットアニメが多数登場するクロスオーバー作品。テレビ版・劇場版の名義で本作品のキャラクター・ロボットが登場する。ストーリーの再現が行われており、一部では漫画版のセリフにボイスが当てられている。
巨影都市
PlayStation 4用ゲーム。2017年、バンダイナムコエンターテインメント。
人間よりはるかに巨大な存在「巨影」が戦いを繰り広げる都市内で逃げ惑う一般人を主人公としたアクションアドベンチャーゲーム。巨影の一つとしてイングラムなどのレイバーが登場。
スーパーロボット大戦X-Ω
スマートフォン（iOS / Android）用ゲーム。2018年11月24日、バンダイナムコエンターテインメント。
2018年に劇場版が期間限定で登場。

## パチスロ・パチンコ
パチンコ
- CR機動警察パトレイバー（2014年、三洋物産）[78]

パチスロ
- 機動警察パトレイバー／機動警察パトレイバーX（2007年、アビリット）
- パチスロ機動警察パトレイバー（2016年、北電子）

## 実写版
2013年9月25日、2014年公開予定の実写作品『THE NEXT GENERATION -PATLABOR-』（以下“NEXT”。2013年12月以降は“THE NEXT GENERATION -パトレイバー-”に改題）の製作が発表された。NEXT GENERATIONの題名が示すように、1990年代末から2000年代初頭を舞台にした既存作品のリメイクではなく、2013年を舞台に新世代を描いたものである。これに先駆けて2013年3月21日に実写化プロジェクトが発表されていた。
“NEXT”が正式に発表される前であった2012年9月17日のニコニコ生放送 、押井守と鈴木敏夫の対談中に鈴木が暴露する形でパトレイバーの実写化が発覚。しかし、それを受けてゆうきまさみはツイッターで「実写化の話は知りません。ああいう政治的な動きはやめてほしい」「アニメであれ実写であれ動いていないはずです。少なくとも僕は何も聞いていません」「今は映像化を考えてない」と否定をしている。後に“NEXT”公開中に関連トークイベントのゲストとして招かれた出渕裕もイベントホストの押井に対し柔らかい口調ではあったが「面倒なこととか、いろいろあるのはわかるけど、プロセスを踏んでほしかった」と苦言を呈した。
なお、“NEXT”以前にはCMなどに使用するために作成された実写映像の他、バンダイビジュアルが中心となって行ったデジタルエンジンプロジェクトの際に、押井守が監督しスタッフが出演した『PATLABOR LIVE ACTION MOVIE』という題のパイロットフィルムが存在する。その一部は『パトレイバー ゲームエディション』、およびメモリアルDVDBOXに特典映像として収録されているものを見ることができる。